# Amore contrastato
Amore contrastato (Unfug der Liebe) è un film muto tedesco del 1928 diretto da Robert Wiene.